# Штімпфах
Штімпфах (нім. Stimpfach) — громада в Німеччині, знаходиться в землі Баден-Вюртемберг. Підпорядковується адміністративному округу Штутгарт. Входить до складу району Швебіш-Галль.
Площа — 33,35 км2. Населення становить 3123 ос. (станом на 31 грудня 2020).